# ایست‌نفرت دوم
ایست‌نفرت دوم (انگلیسی: Isetnofret II؛ ‏مصری باستان: Ȝs.t Nfr.t) یا ایسیس-نُفرت یا اِست‌نُفرت یک نجیب‌زاده و بانوی سلطنتی در مصر باستان بود که در قالب همسر بزرگ سلطنتی فرعون مرنپتاح «ایست‌نفرت دوم» نامیده شد.
معلوم نیست که ایست‌نفرت دوم کی یا کجا درگذشت و کجا دفن شد. اگر است‌نفرت دوم دختر خعم‌واسط بوده باشد، ممکن است در سقاره دفن شده باشد. مقبره یک بانوی سلطنتی به نام است‌نفرت در حفاری‌های سال ۲۰۰۹ توسط دانشگاه واسدا در سقاره کشف شد.

## خانواده
ایست‌نفرت دوم ممکن است دختر شاهزاده خعم‌واسط بوده باشد. اگر چنین باشد، او با عمویش فرعون مرنپتاح ازدواج کرد.
احتمال دیگر این است که ایست‌نفرت دوم دختر فرعون رامسس دوم و دومین همسر بزرگ سلطنتی او، ملکه ایست‌نفرت یکم باشد.
فرزندان او عبارتند از:
- ستی مرنپتاح، که تاج و تخت را به عنوان ستی دوم به‌دست می‌گیرد.[۱]
- مرنپتا، پسر کینگ، مقام اجرایی در ریاست دو سرزمین و جنرالیسیمو[۲]
- خعم‌واسط، پسر پادشاه، به تصویر کشیده‌شده در معبد کرنک[۳]
- ایست‌نفرت، دختر پادشاه که در فهرست کرجی لیدن ذکر شده است.[۲]